# Morro do Livramento

Projeto do túnel do Morro do Livramento (1874).

O Morro do Livramento é um acidente geográfico da cidade do Rio de Janeiro. Localiza-se entre os Morros da Conceição e da Providência, área central da cidade, próximo à região portuária.
Com o desenvolvimento da cidade, já era habitado antes de 1670, ano em que foi terminada a Capela do Livramento. Nas terras que depois foram da família do senador Bento Barroso Pereira, nasceu e foi criado o escritor Machado de Assis.
O acesso ao local, no século XIX, era à esquerda da rua da Saúde, pela rua das Escadinhas, que dá saída para as Ladeiras do Livramento e do Monte.
Em 1883 pertencia ao 2º Distrito da Freguesia de Santa Rita.